# 迷你工作
迷你工作（德語：geringfügige Beschäftigung）又稱550欧元工作，是指一种收入绝对水平较低或持续时间较短的雇佣关系，即低工资的兼职工作。這一概念來自德国。根據德國法律，從事月收入556欧元（2025年起）或以下的迷你工作，免征所得税。